# Biggs (canal)
O Biggs é um canal de televisão português, dedicado ao público adolescente e jovem adulto entre os 15 e os 24 anos de idade. Sendo antes um canal infantojuvenil, apostava maioritariamente em séries de animação, live-action, transmitindo às vezes filmes, além de possuir uma forte componente de produção própria, com reportagens sobre música, desporto e moda. Agora, o canal só aposta em séries live-action, às vezes filmes e também uma forte componente de produção própria.
O canal foi lançado a 1 de dezembro de 2009, pela ZON (hoje NOS), a 30 de março de 2010 pela NOWO (anteriormente Cabovisão), a 24 de abril de 2010 pela antiga Optimus Clix e a 29 de junho de 2012, pelo MEO.
Transmite também minisséries, que são exibidas quando há mudança de uma série para outra. A duração normalmente é de 5 minutos.
Em fevereiro de 2019, passou a emitir a 24h por dia, sendo o último canal operado pela NOS no mercado português a ter interrupção na emissão. Recordando que o canal STAR Channel (anteriormente FOX) passou a emitir 24h por dia em 2009, os canais TVCine passaram a emitir a 24h por dia em 4 de maio de 2009, o canal SPORTTV 1 passou a 24h por dia em agosto de 2011, o Canal Panda passou a emitir a 24h por dia, a partir de janeiro de 2012, o Cartoon Network passou 24h em 3 de dezembro de 2013, quando passou a estar disponível no mercado português e o STAR Comedy (anterior FOX Comedy) passou a emitir 24h em 2020.
Em 1 de junho de 2021, foi lançado um canal português dedicado ao público infantil entre os 6 e os 9 anos de idade chamado Panda Kids em que emitie quase todas as séries de animação emitidas no Biggs e algumas no Canal Panda, incluindo filmes e mais séries animadas e live-action novas e inéditas no canal. Está disponível em todas as operadoras portuguesas e na operadora angolana ZAP e a sua emissão anunciada na Internet era das 8h à meia-noite, mas revelou-se na programação desse canal nessas operadoras que a emissão passou a ser das 6h à 1h. A partir de julho de 2021, passou a emitir das 6h às 2h30. Depois, em agosto de 2021, a sua emissão passou entre as 6h e as 4h. Mais tarde, em outubro de 2021, a emissão passou a ser das 6h às 4h30. Depois, a partir de 16 de novembro de 2021, a sua emissão passou a emitir 24h por dia. Inicialmente era para ser um canal pop-up, ou seja, temporário português para o público infantil, mas devido à subida de audiências do público-alvo do canal, a Dreamia decidiu torná-lo um canal normal e permanente como o Biggs e o Canal Panda. A partir de 2024, o canal passou a ser dedicado ao público infantojuvenil entre os 6 e os 12 anos.
Em janeiro de 2022, o grupo Dreamia pediu à ERC - Entidade Reguladora, para alterar a faixa etária do canal Biggs, que sempre foi dos 8 aos 14 anos. A ERC aceitou e a partir de janeiro de 2022 mudou para 12 a 15 anos, focando em séries adequadas para tal público.
Em 6 de junho de 2022, o canal remodelou com uma nova imagem e o logotipo atual em 2D.
A 5 de julho de 2023, assinalaram o lançamento da marca a uma nova geração, alterando o público-alvo, a posição nas boxes das operadoras e os conteúdos.
A 9 de outubro de 2023, o canal remodelou mais uma vez com uma nova imagem e um novo logotipo.
Em 1 de fevereiro de 2024, o canal passou a emitir a sua versão em HD na NOS, em 2 de fevereiro do mesmo ano, ficou disponível para os clientes da Nowo com o pacote TV Família e no dia 5 de fevereiro do mesmo ano, para os clientes da MEO juntamente com o canal na sua versão em SD.

## Emissões e evolução
A emissão era entre as 5h e 1h da madrugada todos os dias, mas a partir de 6 de junho de 2017, passou a ser entre as 5h e as 00h30 das terças aos sábados, às 5h e às 2h45 da madrugada, aos domingos e entre as 5h e a 1h da madrugada às segundas. A partir de 2 de julho do mesmo ano, a emissão passou às horas habituais nos domingos. A partir de 4 de setembro do mesmo ano, a emissão passou entre as 5h da madrugada e as 0h45 de segundas a sextas e entre as 5h da madrugada e a meia-noite nos fins de semana. 
A partir de outubro de 2017, passou entre as 5h da madrugada e à 0h20 nos dias úteis e sábados, entre as 5h da madrugada e a 0h24 nos domingos e entre as 5h da madrugada e as 0h36 nas segundas. A partir de novembro de 2017, a sua emissão nos dias úteis voltou às horas habituais, mas, nos fins de semana, continuou a ser das 5h da madrugada à 0h25. A partir de 2 de dezembro de 2017, passou a ter emissão aos sábados das 5h à 1h15 da madrugada.
A partir de janeiro de 2018, a emissão passou a ser de 2.ª a 6.ª feira das 5h da madrugada à 0h e ao fim de semana das 5h à 1h da madrugada. Depois, em fevereiro, a emissão passou a ser todos os dias das 5h à 0h30 da madrugada e a partir do início da última semana desse mês. passou a ser nos dias úteis das 5h à 1h20 da madrugada e nos fins de semana das 5h à 1h da madrugada. A partir da 2.ª semana de junho de 2018, passou a ser no dias úteis das 5h à 1h10 da madrugada e nos fins de semana das 5h às 2h da madrugada. A partir de 3 de julho de 2018, passou a ser todos os dias das 5h à 1h30 da madrugada.
A partir de janeiro de 2019, a emissão passou a ser definida no dia de Ano Novo e no 1º fim de semana desse mês das 5h às 4h da madrugada e nos dias úteis das 5h às 3h da madrugada. A partir do 2º fim de semana desse mesmo mês, a emissão nesses finais de semana passou a ser mudada das 5h às 3h madrugada e, a partir da penúltima semana do mesmo mês, a emissão nos dias úteis passou a ser das 5h às 2h30 da madrugada. 
Em fevereiro de 2019, passou a emitir sempre a 24h por dia, como o Canal Panda desde 2012, com os animes Inazuma Eleven Go Galaxy até às 3 da madrugada, e Kochikame até às 5h da madrugada nos dias úteis. Nos sábados desse mês, passou Kochikame das 2h da madrugada e uns minutos depois dos primeiros 3 filmes do Dragon Ball e do 1º filme do Dragon Ball Z até às 5h da madrugada e nos domingos da 1h30 às 5h da madrugada. A partir das madrugadas de fins de semana de março de 2019, começou a emitir séries como Pac-Man e as Aventuras Fantasmagóricas e também Kochikame.

## Controvérsias
Nos dias 6 e 27 de Novembro de 2016, o canal censurou um beijo lésbico na 3.ª temporada da série Sailor Moon Crystal, O corte foi motivado por “mera opção editorial, ainda que susceptível de suscitar discordância". Os fãs reagiram com protestos e acusações de homofobia por parte do canal, levando o mesmo a cancelar temporariamente a série.
Um episódio de Shin-chan chamado "O papá ainda está internado" causou polémica entre pais e educadores devido a uma cena que envolve o Shin-chan a ser "examinado" ao rabo por três enfermeiras. A série acabou por ser alvo de uma deliberação da Entidade Reguladora para a Comunicação Social.

## Canais
- Disney XD
- Canal Panda
- Panda Kids
- Disney Channel
- SIC K